# 于劲 (北魏)
于劲，字钟葵，河南洛阳人，北魏宣武帝顺皇后于氏的父亲。孝文帝时官任沃野镇将、司卫监，赐爵富昌子。景明二年（501年），其女被立为皇后，于劲封太原郡公，妻刘氏为章武郡君。后为征北将军、定州刺史。卒，赠司空，谥曰恭庄公。自祖父于栗磾至于劲，累世贵盛，于氏一族出过一皇后，四赠公，三领军，二尚书令，三开国公。于劲是皇后之父，但因顺皇后早卒无子，官职不高。

## 家庭

### 父亲
- 于洛拔，北魏侍中、尚书令，新安公

### 夫人
- 陈留程氏，北燕司徒公孙女[1]。
- 代郡刘氏，章武郡君，稽胡族[2]。

### 子
- 于晖，皇后于氏同母弟，袭父爵，位汾州刺史
- 于略，北魏中书侍郎、直阁将军、辅国将军、通直散骑常侍[1]

### 女
- 于昌容，嫁元瓒。
- 于氏，宣武顺皇后。
- 于氏，嫁京兆王元愉。